# CALN1
CALN1 (англ. Calneuron 1) – білок, який кодується однойменним геном, розташованим у людей на короткому плечі 7-ї хромосоми. Довжина поліпептидного ланцюга білка становить 219 амінокислот, а молекулярна маса — 24 837.
| 10         |  | 20         |  | 30         |  | 40         |  | 50         |
| ---------- |  | ---------- |  | ---------- |  | ---------- |  | ---------- |
| MPFHHVTAGL |  | LYKGNYLNRS |  | LSAGSDSEQL |  | ANISVEELDE |  | IREAFRVLDR |
| DGNGFISKQE |  | LGMAMRSLGY |  | MPSEVELAII |  | MQRLDMDGDG |  | QVDFDEFMTI |
| LGPKLVSSEG |  | RDGFLGNTID |  | SIFWQFDMQR |  | ITLEELKHIL |  | YHAFRDHLTM |
| KDIENIIINE |  | EESLNETSGN |  | CQTEFEGVHS |  | QKQNRQTCVR |  | KSLICAFAMA |
| FIISVMLIAA |  | NQILRSGME  |  |            |  |            |  |            |

A: Аланін

C: Цистеїн

D: Аспарагінова кислота

E: Глутамінова кислота

F: Фенілаланін

G: Гліцин

H: Гістидин

I: Ізолейцин

K: Лізин

L: Лейцин

M: Метіонін

N: Аспарагін

P: Пролін

Q: Глутамін

R: Аргінін

S: Серин

T: Треонін

V: Валін

W: Триптофан

Задіяний у такому біологічному процесі, як альтернативний сплайсинг. 
Білок має сайт для зв'язування з іонами металів, іоном кальцію. 
Локалізований у клітинній мембрані, цитоплазмі, мембрані, апараті гольджі.